# Stockholmse school
De Stockholmse school (Zweeds: Stockholmsskolan) is een economische school, die in het midden van de 20e eeuw een belangrijke rol in de Zweedse politiek speelde. Het verwijst naar een losjes georganiseerde groep van Zweedse economen die vanaf de jaren dertig in Stockholm met elkaar samenwerkten. Belangrijke leden waren Gunnar Myrdal, Gustav Cassel, Eli Heckscher, Bertil Ohlin en Erik Lindahl. De Stockholmse school werd geïnspireerd door de werken van Knut Wicksell, een Zweedse econoom die in de eerste jaren van de twintigste eeuw actief was. 
Hiermee verkeerde men in goed gezelschap. Ook de Britse econoom John Maynard Keynes werd in de jaren 30, overigens onafhankelijk van de Stockholmse school, geïnspireerd door de werken van Wicksell. Keynes en de Stockholmse school trokken dezelfde  conclusies met betrekking tot het bestaan van onevenwichtheden in de markten van vraag en aanbod en de gevolgen daarvoor voor de macro-economie. 
De Stockholmse school stond diametraal tegen de Oostenrijkse School, die de gouden standaard centraal stelt.